# Gevherhan Sultan (dcera Selima II.)
Gevherhan Sultan (1544–1580) byla osmanská princezna. Byla dcerou sultána Selima II. a jeho konkubíny Nurbanu Sultan. Byla také vnučkou nejznámějšího osmanského sultána Sulejmana I. a jeho oficiální manželky Hürrem Sultan. Byla sestrou sultána Murada III. a tetou sultána Mehmeda III.

## Biografie
Gevherhan byla jedna ze čtyř dcer sultána Selima, které zplodil se svou oblíbenkyní Nurbanu. Dcery prince Selima (později sultána) musely být chráněny, dokud nenastoupil po smrti Sulejmana I.; Ismihan byla provdána za Sokollu Mehmeda Paşu, Gevherhan byla provdána za admirála Pijali Pašu a Şah byla provdána za hlavního sokolníka Hasana Ağu. Dne 1. srpna 1562 se konaly svatby všech dcer Selima na příkaz sultána Sulejmana.
Po této trojité svatbě, Mihrimah Sultan, Gevherhanina teta, začala velmi pracovat na námořní výpravě na Maltu, společně s velkovezírem Semizem Ali Paşou, který byl odborníkem na lodě a dokázal připravit stovky lodí k útoku. Nicméně, sultán Sulejman a jeho syn Selim tuto akci překazili, aby admirál Pijali Paša mohl zůstat v Konstantinopoli společně s jeho novou ženou, Gevherhan. Ze státní pokladny pak bylo vyplaceno Selimovu zeti Piyalovi 10 000 zlatých jako věno. Během tohoto manželství se narodily dvě dcery; Ayşe Sultan a Fatmu Sultan. Pijali Paša zemřel v roce 1578 a Gevherhan byla podruhé provdána za Boyalı Mehmeda Paşu.
Gevherhan založila náboženské a charitativní nadace, z jejichž příjmů mohla provozovat teologickou vysokou školu (Madrasa) poblíž Konstantinopole.
Zemřela v roce 1580 a je pohřbena v mauzoleu Hagia Sophia naproti Selimovi.